# Яма (йога)
Яма (санскр. यम) — перший із восьми щаблів йоги, загальні моральні приписи. Разом із ніямою, загальними приписами індивідуальної дисципліни, яма становить засади, яких повинен притримуватися йогін, практикуючи асану та пранаяму на шляху до вищих щаблів та до основної мети — досягнення самадхі.
Яма — у йозі, етичні обмеження або загальні (універсальні) моральні заповіді. Яма — перший щабель аштанґа-йоґи (восьмиступеневої йоґи), описаної у Йоґа-сутрі Патанджалі.
Приписи ями (за Йоґа-сутрою Патанджалі):
- ахімса — відмова від насильства
- сатья — правда
- астейя — заборона злодійства
- брахмачар'я — стан розуму, при якому брахмачарі (той, хто дотримується брахмачар'ї) цілком захоплена вивченням святого ведичного знання, постійно перебуває в Брахмані та відає, що все суще існує в Брахмані.[4]
- апаріґраха — ненакопичення

Приписи ями аналогічні п'яти основним обітницям джайнізму.
У багатьох інших писаннях (наприклад, в  Шанділ'я-упанішаді, I, 1) згадуються десять принципів Ями:
1. ахімса
2. сатья
3. астейя
4. брахмачар'я
5. кшама — милосердя, прощення, терпіння;
6. дгріті — стійкість;
7. дайя — співчуття;
8. арджава — чесність, прямодушність;
9. мітахара — помірний апетит;
10. шауча — чистота.